# Dudgeonea nummata
Dudgeonea nummata is een vlinder uit de familie van de Dudgeoneidae. De wetenschappelijke naam van de soort is voor het eerst geldig gepubliceerd in 1955 door Roepke.